# Prikazancultuur
De Prikazancultuur (Russisch: Приказанская культура), ook wel Kazancultuur, was een archeologische cultuur van de late bronstijd in het Wolga-Kama-gebied gedateerd omstreeks 1.600 tot 800 v.Chr.
De naam werd in 1953 door Alfred Chalikov ingevoerd voor sites die voorheen tot de Pribrezjny- of Privolzjkicultuur gerekend werden.
De definitie van de Prikazancultuur bleef onderwerp van discussie. Anna Zbroejeva schreef de sites van het Kama-Belaja interfluvium toe aan de Loegovskcultuur, 
Vladimir Denisov schreef de sites aan de Midden- en Boven-Kama toe aan de Jerzovkacultuur, Konstantin Salnikov de vindplaatsen in het stroomgebied van de Belaja naar de Koerman-Taoecultuur. Later werden door V. N. Markov A. A. Tsjizjevski de Maklasjevcultuur, en door Rimma Goldina de Boejskcultuur van de Prikazancultuur afgesplitst.
De nederzettingen bestonden uit deels in de grond verdiepte woningen en frame-pilaar-huizen op grondniveau, gelegen op lage rivierterrassen en duinen in de uiterwaarden. 
Het aardewerk bestond uit rijk gedecoreerde potten. De economie combineerde rundveehouderij van het bostype naast jacht en visserij.
De oorsprong van de Prikazancultuur moet gezocht worden in de Sroebna-Andronoïde wereld van van de Euraziatische bossteppe. De Prikazan-bevolking was nauw verbonden met de dragers van de Proto-Finse textielkeramiekcultuur, en nam deel aan de vorming van de Wolga-Kama-stammen uit de vroege ijzertijd.